# Science-Fiction-Jahr 1828
Übersicht

◄◄ | ◄ | 1824 | 1825 | 1826 | 1827 | Science-Fiction-Jahr 1828 | 1829 | 1830 | 1831 | 1832 | ► | ►►

Weitere Ereignisse

## Geboren
- Emilie del Bufalo (Pseudonym Moderatus Diplomaticus)
- Otto Henne-Am Rhyn († 1914)
- Jules Verne († 1905)